# Akwesasne Warriors
Akwesasne Warriors byl profesionální kanadský klub ledního hokeje, který sídlil ve městě Akwesasne v Mohawském teritoriu na hranicích Ontaria a New Yorku. V letech 2010–2012 působil v profesionální soutěži Federal Hockey League. Warriors ve své poslední sezóně v FHL skončily ve čtvrtfinále play-off. Své domácí zápasy odehrával v hale A`nowara`ko:wa Arena s kapacitou 3 000 diváků. Klubové barvy byly červená, černá a bílá.
Jednalo se o vítěze FHL ze sezóny 2010/11.

## Úspěchy
- Vítěz FHL ( 1× )
  - 2010/11

## Přehled ligové účasti
Zdroj: 
- 2010–2012: Federal Hockey League